# 장례식을 마치고
장례식을 마치고(After the Funeral)는 1953년 발표된 애거사 크리스티의 장편 추리소설이다. 

## 줄거리
부유한 자산가 리처드 애버네티의 장례식이 끝나고 그의 유언장을 발표하기 위해 가족들이 애버네티 가에 모인다. 그 자리에서 오랜만에 모습을 드러낸 리처드의 여동생 코라는 리처드가 살해당했다는 발언을 하고, 집으로 돌아간 그녀는 누군가에 의해 살해당한다. 애버네티 가문의 고문 변호사 엔트휘슬은 에르퀼 푸아로에게 연락을 하는데...

## 등장인물
- 에르퀼 푸아로 : 사립탐정
- 리처드 애버네티 : 자산가
- 헬렌 애버네티 : 리처드의 제수
- 티모시 애버네티 : 리처드의 동생
- 모드 애버네티 : 티모시의 아내
- 코라 랜스케네 : 리처드의 여동생
- 길크리스트 : 코라의 가정부
- 로라 크로스필드 : 리처드의 여동생
- 조지 크로스필드 : 로라의 아들
- 로자문드 셰인 : 리처드의 조카딸
- 마이클 셰인 : 로자문드의 남편
- 수잔 뱅크스 : 리처드의 조카
- 그레고리 뱅크스 : 수잔의 아버지
- 랜스콤 : 집사
- 엔트휘슬 : 애버네시 가문의 고문 변호사
- 모튼 : 경감

## 한국어판
- 《장례식을 마치고》 이가형 역, 해문출판사, 1999, ISBN 89-382-0209-7
- 《장례식을 마치고(애거서 크리스티 추리문학 베스트 18)》 이가형 역, 해문출판사, 2004, ISBN 89-382-0118-X
- 《애거서 크리스티 전집55(장례식을 마치고)》 원은주 역, 황금가지, 2008, ISBN 978-89-8273-755-8